# Zápas o titul mistryně světa v šachu 1972
Devátý zápas o titul mistryně světa v šachu byl třetím, posledním a nejvyrovnanějším kláním, ve kterém zvítězila mistryně světa Nona Gaprindašviliová nad vyzývatelkou Allou Kušnirovou. Zápas se uskutečnil od 10. května do 26. června roku 1972 v Rize v Sovětském svazu. Hlavním rozhodčím byl V. Mikenas ze Sovětském svazu, sekundantem Gaprindašviliové Ajvars Gipslis a sekundantem Kušnirové Vladimir Nikolajevič Jurkov. Po šesti partiích vedla Gaprindašviliová 4,5:1,5 a vedení již těsně udržela. Zvítězila nakonec 8,5:7,5 při sedmi ramízách.

## Tabulka
| č. | Šachistka             | Země          | 1 | 2 | 3 | 4 | 5 | 6 | 7 | 8 | 9 | 10 | 11 | 12 | 13 | 14 | 15 | 16 |  | + | − | = | Body |
| -- | --------------------- | ------------- | - | - | - | - | - | - | - | - | - | -- | -- | -- | -- | -- | -- | -- |  | - | - | - | ---- |
| 1  | Nona Gaprindašviliová | Sovětský svaz | 1 | 1 | 0 | 1 | ½ | 1 | ½ | 0 | 1 | ½  | 0  | ½  | ½  | 0  | ½  | ½  |  | 5 | 4 | 7 | 8,5  |
| 2  | Alla Kušnirová        | Sovětský svaz | 0 | 0 | 1 | 0 | ½ | 0 | ½ | 1 | 0 | ½  | 1  | ½  | ½  | 1  | ½  | ½  |  | 4 | 5 | 7 | 7,5  |